# クリミアの戦い (1944年)
クリミアの戦いは、1943年10月から1944年5月にかけての、クリミア半島をめぐる枢軸国軍とソ連軍の戦闘である。この地域は1941年から1942年にかけての戦闘で枢軸国に占領されていたが、その後ソ連軍が巻き返しに成功し、その過程で1944年にクリミアの奪回に成功した。ロシア語ではクリミア攻勢作戦 (ロシア語: Крымская наступательная операция)と呼ばれる。

## 背景
1942年11月に始まったソ連軍の反攻(ウラヌス作戦)により、ドイツ第6軍と第4装甲軍の大部分はスターリングラードに包囲されてしまったが、同時に東部戦線南翼には大穴があいてしまい、コーカサスに進撃していたA軍集団(第1装甲軍と第17軍)の背後を遮断される恐れがあった。この為、ヒトラーの承認のもとに、ドイツ軍は12月末にコーカサスからの総撤退を決めたが、ヒトラーの指示により、冬の難局を乗り切ったあとのコーカサス再征服の足場として、第17軍はタマン半島を保持することを命じられた。第17軍のタマン半島への撤退は、1943年2月に完了した(クバン橋頭堡)。
　1943年7月のクルスク突出部の奪取を狙ったドイツ軍の戦略攻勢(ツィタデレ作戦)は失敗し、その後のソ連軍の反攻で、ウクライナではドイツ軍の後退が相次いだ。9月にヒトラーは、第17軍(6月より司令官エルヴィン・イェーネッケ工兵大将)のクリミアへの撤収を認め、第17軍はおおきな損害を出すことなく10月にはクリミアへ撤収した。
　クリミアの保持については、ルーマニアのイオン・アントネスク首相(兼国軍最高司令官)、エーリヒ・フォン・マンシュタイン元帥(南方軍集団司令官)、エヴァルト・フォン・クライスト元帥(A軍集団司令官)、イェーネッケ工兵大将、クルト・ツァイツラー上級大将(陸軍参謀総長)のいずれもが放棄すべきとしたが、ヒトラーはルーマニアの油田防衛及びバルカン諸国とトルコへの政治的悪影響を主張し、絶対死守を命じた。
　ドイツ第17軍は、クリミアに撤退できたものの、ウクライナではドイツ軍は押されていて、撤収したドイツ軍部隊の多くは、ケルチに到着するとただちに、南方軍集団の戦線に送られてしまった。この結果、第17軍の手元に残ったのは損耗したドイツ軍2個師団(50と98)とルーマニア軍6個師団だけだった。
　ソ連側の最優先事項は、ドニエプル河西岸に橋頭堡を確保することとキエフの奪還であり、クリミアは優先事項ではなかったが、ケルチ半島とペレコープ地峡を同時に攻めることで、クリミアのドイツ軍守備を一気に砕くことを期待していた。
　10月24日、ドイツ第6軍は、メリトポリ周辺での戦いに敗退して、ドニエプル河をめざして敗走を始めた。

## 戦いの推移

### ペレコープ地峡 - 1943年冬
ドイツ側では、V軍団(カール・アールメンディンガー歩兵大将)とルーマニア山岳軍団(ヒューゴ・シュワブ中将)がケルチ半島担当で、クリミア半島北部は、XXXXIX山岳軍団(ルドルフ・コンラッド山岳兵大将)の担当になった。しかし、XXXXIX山岳軍団は、クリミア半島への撤退後に部隊のほとんどすべてを南方軍集団にとられて、その代償に南方軍集団から受け取った第336師団以外にはクリミア半島北部に展開する部隊を持っていなかった。第336師団は、ウクライナでの戦闘で大変損耗した部隊で、実質、4個大隊相当しかなく砲兵部隊を持っていなかった。クリミアには、クリミア駐留軍(Befehlshaber Krim, フリードリッヒ・コクリング中将)傘下にスロバキア第1歩兵師団、第153野戦訓練師団、ベルクマン大隊や空軍野戦連隊などの雑多な部隊があったが、これらの部隊の戦闘能力はいずれも極めて限られていた。ソ連軍がクリミアに迫っていたので、急遽、ペレコープ地峡の陣地には、スロバキア第1歩兵師団と第153野戦訓練師団の部隊が充てられた。
　10月30日朝、ソ連第28軍第118ライフル師団の一部隊は、チョーンガル半島のドイツ軍陣地に突っ込み阻止された。これに対応して、イェーネッケは、第50師団の3個大隊をペレコープ地峡に、ルーマニア山岳軍団の3個大隊強を腐海沿岸の防衛の為に、ケルチ半島から送った。
　11月1日朝、ソ連第19戦車軍団220戦車旅団の11両のT-34と約400人の随伴歩兵は、事前砲爆撃なしにペレコープ地峡を急襲した。ソ連軍の攻撃時、主陣地のタタールの壁の前にあるタタールの壕を渡る道路橋と鉄道橋は許可が出ていないので落とされておらず、また地雷も埋設されていなかった。第9高射砲師団の88mm砲はイシュンから輸送中だった。攻撃を受けてスロバキア師団の一部はパニックを起こして潰走し、ソ連軍部隊の一部はタタールの壁を突破してアルミャンスク集落の前面まで到達し、そこでドイツ軍部隊によって阻止された。11月2日も、ソ連軍は新たな増援部隊を使ってドイツ軍防衛線を攻撃したが、突破口を拡大することはできなかった。11月6日には、ドイツ軍は、到着した第50師団の増援部隊も加わって反撃に転じ、突出部のソ連軍を押し戻したが、タタールの壁の一部を占拠しているソ連軍を完全に除去することはできなかった。
　ペレコープ地峡での戦闘が続いている同じ11月1日、ソ連第28軍第10ライフル軍団の部隊は、白昼腐海を歩いて渡って、クリミア半島側に橋頭堡を築く事に成功した。この時、腐海沿岸は無防備だった。11月6日には、フェオドシアからのルーマニア軍部隊が腐海沿岸に到着したが、橋頭堡のソ連軍は除去するには強力すぎて、封じ込めることができただけだった。
　11月7日には、戦線は膠着状態になり、一応の安定を見ることになった。この結果、ドイツ軍はなんとかソ連軍のクリミア半島への侵入を食い止めることはできたが、クリミアの枢軸軍は陸上補給路を失ってしまい、補給は海路と空輸に頼ることになった。

### ケルチ半島 - 1943年冬

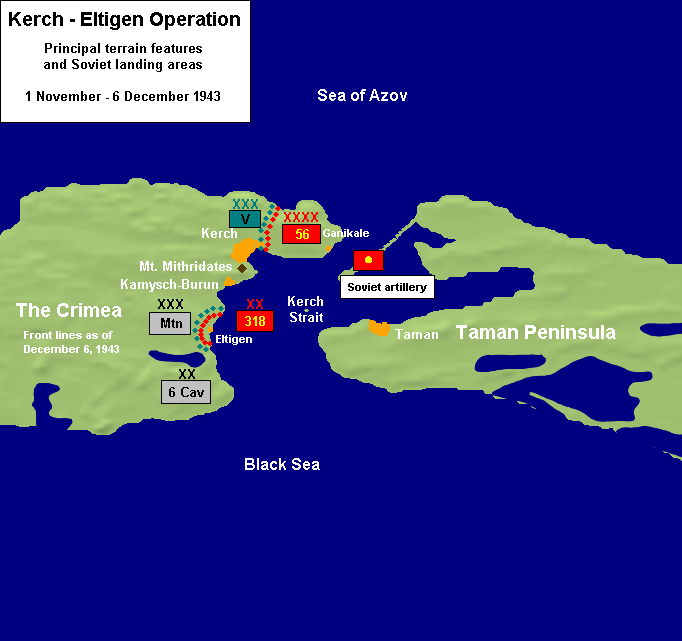
1943年11月のソ連軍ケルチ＝エルチゲン攻勢

ドイツ第17軍のクリミア半島への撤退直後から、ソ連黒海軍集団（イワン・ペトロフ大将）によるケルチ半島への上陸作戦準備は進められた。ペトロフの計画は、第56軍をケルチの東15kmのYenikaleへ、第18軍をケルチの南約20kmのエルチゲンへ同時に上陸させ、タマン半島にある重砲で支援するというものであった。しかし、適切な上陸用舟艇を欠いていて、戦車や重火器の揚陸が困難であることは、1941年と変わらなかった。さらに、輸送に使える船も不足していた。陸軍参謀総長のアレクサンドル・ヴァシレフスキー元帥は、ケルチ半島への上陸作戦は中止して、クリミア半島北部に集中すべきだと意見したが、スターリンに却下された。ペレコープ地峡での作戦と同時に進めるために、ケルチ半島への上陸作戦は、本来は11月1日に予定されていたが第56軍の準備は遅れて、準備ができた第18軍の上陸作戦だけが先に行われることになった。
　10月31日夜、第18軍第318山岳ライフル師団の約5700人はエルチゲンへ向かったが、船団は機雷原につっこみ上陸部隊司令官の乗った船を含む2隻は沈没し、さらにドイツ軍砲兵の斉射を浴びた。ソ連軍の上陸予定地点の偵察は不十分で、上陸予定地点には砂洲があり、砂洲と海浜の間の水深約2.7メートルの海を45メートル近く渡る必要があったが、フル装備の兵士は数百人は溺れた。結局、上陸できたのは約2900人で若干の45mm対戦車砲と迫撃砲がある以外は携行火器しかなかった。アールメンディンガーは、これは牽制攻撃に過ぎないと推断して、掃討の為に1個大隊強を派遣したが、ソ連空軍の地上攻撃とタマン半島からの砲撃により、ドイツ・ルーマニア軍の橋頭堡への攻撃は大きく妨害された。11月1日の夜もソ連第18軍は上陸部隊を送り、約3200人近くが上陸した。11月2日の時点で、橋頭堡は、幅2.5km、縦深800mほどしかなかった。橋頭堡のソ連軍は兵員数では、包囲するドイツ・ルーマニア軍より大幅に優勢だったが戦車や重火器はまったくなかった。
　準備が遅れていた第56軍の上陸作戦は11月3日夜、4日未明に行われた。ドイツ軍も上陸作戦を検知して砲兵が砲撃を行ったが上陸を止めることはできず、約4000人がケルチ半島の東端部に上陸した。夕刻までには、第56軍は、橋頭堡を、幅13km、縦深8kmにまで拡大した。第56軍の橋頭堡は、Chushka砂洲にある600門近い重砲とロケット砲の強力な砲兵支援を受けていた。ドイツ側では、2つの橋頭堡のうち、より弱体なエルチゲンの橋頭堡を片付けたのちに、全力で北の橋頭堡に対処する方針になった。しかし、11月7日に行われた、ドイツ・ルーマニア軍のエルチゲン橋頭堡への攻撃は空軍の支援の相当がペレコープ地峡へ振り向けられていた為失敗し、橋頭堡を除去することはできなかった。ドイツ第17軍からの強い要請に応えて、ドイツ海軍は、SボートおよびRボートからなる水上部隊での海上パトロールを強化するとともに、37mm砲や20mm砲を装備したMFPでエルチゲン橋頭堡に対する海上封鎖を始めた。ドイツ海軍は、ケルチ半島のソ連軍への補給を断つことは出来なかったが、はじめから船腹が不足していたソ連軍は、補給で苦しむようになった。
　クリミア上空では、ソ連空軍は、戦闘機数で対抗するドイツ空軍に対して10倍近い量的優勢だったが、ドイツ側には、JG52第II飛行隊(約40機のBf109G)がバゲロヴォ飛行場にあり、隊長のゲルハルト・バルクホルン大尉をはじめ、屈指のエースが揃っていたので、ソ連空軍はクリミア半島上空で完全航空優位を達成できなかった。
　11月10日に、ケルチ半島のソ連軍は、由緒ある独立沿岸軍の名前になり、ペトロフが直接指揮を採ることになった。ペトロフは、エルチゲン橋頭堡が拡張の余地に乏しいことを悟り、新規の増援はすべて、北の橋頭堡に振り向けることにした。12日に、独立沿岸軍は攻勢に出て、ケルチの郊外に到達したがそこでドイツ軍に阻止された。
　12月4日に、ルーマニア第6騎兵師団とルーマニア第3山岳師団の部隊は、ドイツ空軍とドイツ軍突撃砲の支援のもと、エルチゲン橋頭堡を攻撃した。12月7日朝、ソ連軍防衛線は破れ、一部の部隊は、北の橋頭堡に向かい包囲網を破り打って出た。しかし、この部隊も、途中で阻止殲滅され、12 月7日にエルチゲン橋頭堡は除去された。これ以降、戦線は膠着状態に陥った。
　スタフカから戦線突破を催促されていたペトロフは、1月10日にアゾフ分艦隊を使って、ドイツ軍戦線後方のターパン岬へ上陸作戦を行い、約1700人が上陸した。しかしこれらの部隊は重火器を欠いており、ドイツ軍にとって脅威とならず、主戦線側から上陸部隊と連結する試みは阻止され、上陸部隊は翌日、ドイツ軍に粉砕された。22日、海軍歩兵の2個大隊は、アゾフ分艦隊の支援のもと、ケルチ港に直接上陸した。ターパン岬の時と同じ様に、主戦線からの連結の試みは跳ね返され、数日後には上陸部隊は、やはりドイツ軍により殲滅された。スターリンがこれらの失敗を知ると、2月6日にペトロフは解任・降格となり、アンドレイ・エリョーメンコが後任に充てられた。

### ペレコープ地峡 - 1944年春
冬の間、両軍とも、春の戦闘に備えて準備が進められた。ドイツ側では、クリミア防衛の為に、第73師団、第111師団、第297突撃砲大隊があらたに第17軍へ移されたが、2つの師団は大幅に損耗していて編成定数に対して半分程度の戦力だった。ルーマニアのアントネスク首相は、クリミアへは補充も増援も一切送らない方針だったので、クリミアにあるルーマニア軍6個師団は、不動の車両を多数抱えいずれも30％程度の戦力しかなかった。12月以降、陣地構築が進み、ペレコープ地峡では、三層の縦深陣地で、最終防衛線はイシュンだった。ペレコープ地峡の担当は第50師団だった。腐海橋頭堡とクリミア半島本体の間には３つの大きな塩水湖があり4つの狭路で接続されていた。いずれも幅の狭い見晴らしの良い平坦な湿地で、防衛側に有利な地形だった。西の2つの狭路は、ルーマニア第10歩兵師団、東の2つの狭路はルーマニア第19歩兵師団、チョーンガル半島はドイツ第336師団が担当だった。ソ連軍による腐海橋頭堡からの戦線突破はペレコープ地峡の防衛線をバイパス出来、これに対応できるのはイシュンの防衛線だけなので、タタールの壁とアルミャンスク集落を放棄してイシュンの防衛線のみに注力する案もあったが、ヒトラーはクリミア半島での1インチの撤退も認めなかったので、この案は採用されなかった。
　ソ連側でも、部隊の割当変更が行われ、ペレコープ地峡は第2親衛軍(ゲオルギー・F・ザハロフ中将)、腐海橋頭堡とチョーンガル半島は第51軍(イアコフ・G・クレイザー中将)になり、第19戦車軍団(イワン・D・ヴァシレフ中将)が戦線突破達成後の追撃用方面軍予備とされた。12月と1月に腐海橋頭堡への舟橋がひとつずつ架けられたが、これらの橋はゆっくりとではあるが、戦車を渡すことも可能だった。ペレコープ地峡では、前進塹壕の掘削がすすみ、ドイツ軍防衛陣地との距離の短縮が進んだ。空軍の増強は更に進み、4月には、ドイツ側のベストのパイロットとベストの機材をもってしても、ソ連空軍の圧倒的優位を否定することはできなくなった。トルブーヒンとエリョーメンコは、3月にモスクワでスターリンと協議してクリミア攻略計画で合意したが、作戦の実施はひどい春の泥濘のため、4月になった。
　ソ連軍の攻勢は、4月7日に始まった。初日は砲爆撃だけで、ソ連空軍は、ペレコープ地峡、腐海橋頭堡対抗陣地、ドイツ空軍基地を攻撃した。8日は、2時間半の準備砲撃がペレコープ地峡、腐海橋頭堡で行われ、1030時より煙幕が漂う中を歩兵の前進が始まった。ペレコープ地峡では、第2親衛軍第13親衛ライフル軍団は中央部で第一線陣地のアルミャンスク集落を突破したが、その後背の地雷原で阻止された。腐海橋頭堡では、第51軍は、一番西を除く３つの狭路を攻撃したが、一番東の狭路を除いて成果はなかった。一番東の狭路では、500メートル戦線を進めることが出来た。9日は、第51軍は、一番東の狭路の攻撃に注力し、戦線突破に成功した。9日午後、コンラッドは、イェーネッケに状況報告を行い、総撤退令を出すべきと具申した。イェーネッケは、1900時に、OKHに連絡することなくクリミアの全軍に対しグナイゼナウ線への撤退を命じた。ヒトラーは後でこれを知り、激怒したがどうすることも出来なかった。10日に、第19戦車軍団は、腐海橋頭堡の舟橋を渡って戦線に投入され、11日には、XXXXIX軍団の司令部と補給集積所のあるDzhankoyを占拠した。
　ドイツ・ルーマニア軍は、イシュンの防衛線ではほとんど防衛戦を行わずに撤退し、グナイゼナウ線でもとどまることはできず、ソ連軍は、13日にシンフェロポリとイェウパトーリヤを奪回した。
　ケルチ半島では、V軍団がケルチ港の港湾設備の破壊を始めたので、ドイツ軍の撤退の動きはソ連軍の知るところとなった。V軍団は、南の半島海岸道を海軍の助けをかりて16日には、セヴァストポリの東部まで撤退できたが、その過程で重火器の70%近くを喪失した。

### セヴァストポリの陥落 - 1944年春
ヒトラーは、戦闘部隊の撤退は禁止していたが、防衛に必要でない人員の大規模な撤退は、4月12日から海路と空路を使って始まった。撤退対象は、スロヴァキア兵、コーカサス系の義勇兵、ソ連軍から報復を受ける可能性が高い市民、ソ連兵捕虜などが優先された。この撤退作戦には、ルーマニア海軍の主力も投入された。4月27日までの撤退作戦の第一期に、約72000人が撤退したが、撤退した人員のなかには負傷していない戦闘部隊兵も多数含まれており、ヒトラーの指令は厳密には守られていなかった。
　4月16日に、ソ連軍は、第2親衛軍が北から、第51軍は北東及び東から、独立沿岸軍は東および南東から、セヴァストポリの外郭を緩やかに包囲したが、砲兵および航空機の展開と攻勢用弾薬の集積を待ち、ただちには総攻撃を行わなかった。ドイツ側は、XXXXIX山岳軍団(50,336,ルーマニア山岳1,ルーマニア山岳2)が北および北東正面、V軍団(73,98,111,ルーマニア山岳3)が東及び南東正面を担当した。5月1日の時点で、セヴァストポリの枢軸軍は約6万人で、包囲するソ連軍は40万人を越えていた。
　ヒトラーは、セヴァストポリの絶対死守を命じ、1942年にソ連軍がやったように長期の籠城を期待していたが、セヴァストポリの防衛設備は補修されておらず、ドイツ空軍は基地の喪失で作戦機を多数失っていて、地上軍の重装備の多くは撤退の過程で失われており、ソ連軍兵士の士気が天を突くレベルなのに反して、枢軸軍兵士の士気はガタガタだった。防衛に必要な増援がないなら”行動の自由"を繰り返し求めるイェーネッケは、4月29日にヒトラーに直接報告するよう命じられた。29日のベルヒテスガーデンでの直接報告は白熱したやり取りとなり、イェーネッケはドアを叩きつけて途中退席し、ヒトラーの副官に”帰る"と告げて立ち去った。ヒトラーは、イェーネッケをルーマニアの飛行場で逮捕させ、解任し、その後任には、アールメンディンガーが充てられた。
　5月1日に、第2親衛軍は、ベルベック川を越えてその南岸に到達した。ソ連軍の総攻撃は、5月5日にはじまり、6日には第2親衛軍はセベルニヤ湾の南岸まで到達し、第51軍と独立沿岸軍はセプン高地のそれぞれ東と南東の麓まで到達した。7日には、第51軍と独立沿岸軍はセプン高地を攻め、夜にセプン高地の頂上を占領した。アールメンディンガーは、7日の夜から８日の朝までに予備隊をかき集め、ドイツ軍のセプン高地奪回の反撃は、8日1000時に始まったが頂上を奪回することは出来なかった。アールメンディンガーは、午後、上級司令部にセヴァストポリの保持は不可能と打電し、2300時にヒトラーは歯ぎしりしながら、セヴァストポリの放棄と撤退を承認した。9日、ドイツ・ルーマニア軍は、セヴァストポリ市街を放棄して、チェルソネーズ半島へ撤退を始めた。夕刻には、ソ連軍はセヴァストポリ市街の全域を占領した。
　枢軸軍の撤退作戦は、9日発の船団はほぼ損害は無かった。10日発の船団は、商船TejaとToteliaで約9000人の兵士を乗せてチェルソネーズ半島を出発したが、0930時に、ToteliaはIL-2の直撃弾を浴びて沈没した。約5時間後、Tejaは、A-20の直撃弾を受けて沈没した。護衛艦艇は救助作業を行ったが約400人を救出できただけで、8500人近くは失われた。枢軸軍は、10日から13日までの撤退作戦で、47825人を撤退させることができた。12日朝、チェルソネーズ半島入口のドイツ軍防衛線は破られ、ソ連軍は13日には半島の枢軸軍を蹂躙し、ほとんどの枢軸軍兵士は降伏した。
　ソ連側資料によれば、4月と5月のクリミアでのソ連軍損失は、84819人(死者、行方不明17754人を含む)だった。

## その後
セヴァストポリが陥落したわずか2日後、スターリンは国防委員会令5299ssで、クリミアのクリミア・タタール人を罰することを決定した。スターリンの指令に基づき、ベリヤの約32,000人のNKVD部隊は、クリミアのクリミア・タタール人を狩り集め、5月末までに183,155人のクリミア・タタール人がウズベキスタンのNKVD管理の強制労働キャンプへ送られた。ソ連軍やクリミアのパルチザンの中のクリミア・タタール人も例外ではなかった。ひどい取り扱いにより、移送の途中で約6400人が死亡し、最初の1年の間に3万人が死亡した。30ヶ月の内に、キャンプ収容者の半数を上回る10万9千人が、飢え、病気、不適切な扱いにより死亡した。クリミア・タタール人に、クリミアへの帰還が許されたのは、ソ連崩壊直前の1989年にミハイル・ゴルバチョフによってであった。